# Amerikansk bläsand
Amerikansk bläsand (Mareca americana) är en fågel som tillhör gruppen simänder inom familjen änder. Arten är den nordamerikanska varianten av bläsanden som lever i Eurasien.

## Utseende och läte
Den amerikanska bläsanden är något större än bläsanden med en längd på 48 till 56 centimeter. Hane i praktdräkt har rosafärgad kroppsida, bröst och rygg, vit undergump och svart stjärt. I flykten ser man dess vita vingspegel som också kan ses på den simmande fågeln. Den har ett gråfärgat huvud med ett skimrande grönt parti som sträcker sig över ögat ner i nacken. Dess panna är gräddvit. 

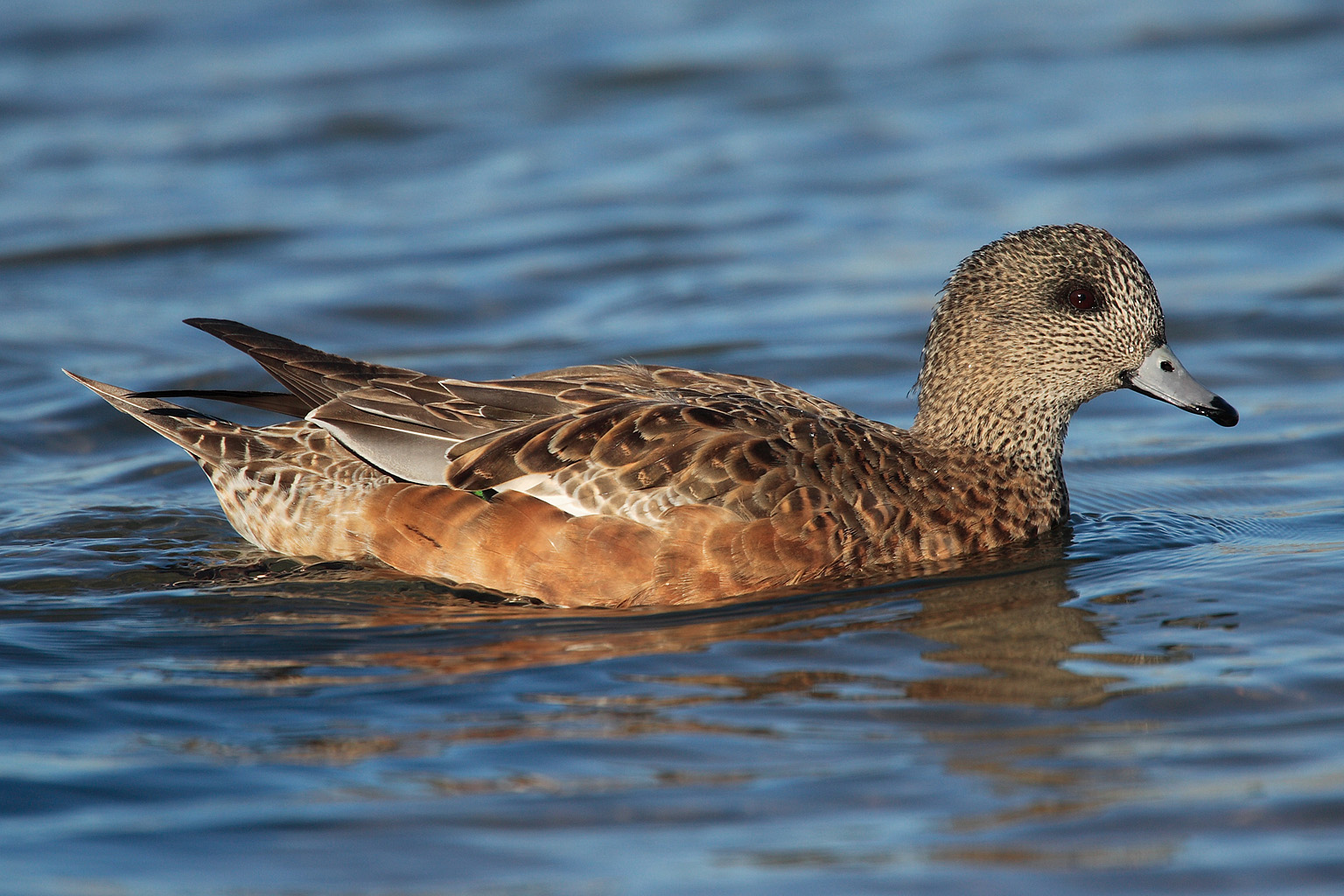
Honfärgad.

I alla andra dräkter än hanens häckningsdräkt är den amerikanska bläsanden mycket lik bläsanden. Honorna är ljust rödbruna med grått huvud med en mörk fläck kring ögat. Den påminner mycket om bläsandshona som dock ofta har ett mörkare huvud och dess vingundersida är oftast grå där den amerikanska bläsandens är vit. I eklipsdräkt påminner hanen om honan men är ljusare, främst huvudet, än en bläsandshane i eklipsdräkt.
Den är en ljudlig art. Hanen har en klar vissling med tre stavelser: whoee-whoe-whoe, medan honan har ett djup kvackande läte: qua-ack.

## Utbredning och systematik
Amerikansk bläsand är en vanlig fågel som lever i Nordamerika i Alaska, Kanada och USA. Den är en flyttfågel som vintertid bildar stora flockar som flyttar långa sträckor söder om sitt häckningsommråde kring mexikanska golfens kuster i Texas och Louisiana. Vissa övervintrar även i Japan. 

### Förekomst i Sverige
Fågeln är en sällsynt gäst i Europa och många av de observerade individerna anses vara förrymda parkfåglar. I Sverige har över hundra fynd ansetts utgöra spontant förekommande fåglar. Den observeras årligen och har setts i nästan alla Sveriges landskap.

### Släktestillhörighet
Tidigare placerades amerikansk bläsand i släktet Anas, men efter genetiska studier bryts sedan 2017 bläsänderna, snatterand och praktand ut i släktet Mareca av de internationellt ledande taxonomiska auktoriteterna. Svenska BirdLife Sveriges taxonomikommitté följde efter 2022.

## Ekologi
Amerikansk bläsand häckar i grunda och öppna våtmarker. Den lägger sina tre till 13 gräddvita ägg i ett bo på marken i högt gräs eller buskage, ibland långt från vatten. Jämfört med andra simänder intar den större andel vegetabilisk föda, men även insekter och mollusker under häckningstiden.

## Status och hot
Arten har ett stort utbredningsområde och en stor population med stabil utveckling. Utifrån dessa kriterier kategoriserar IUCN arten som livskraftig (LC).

## Bilder

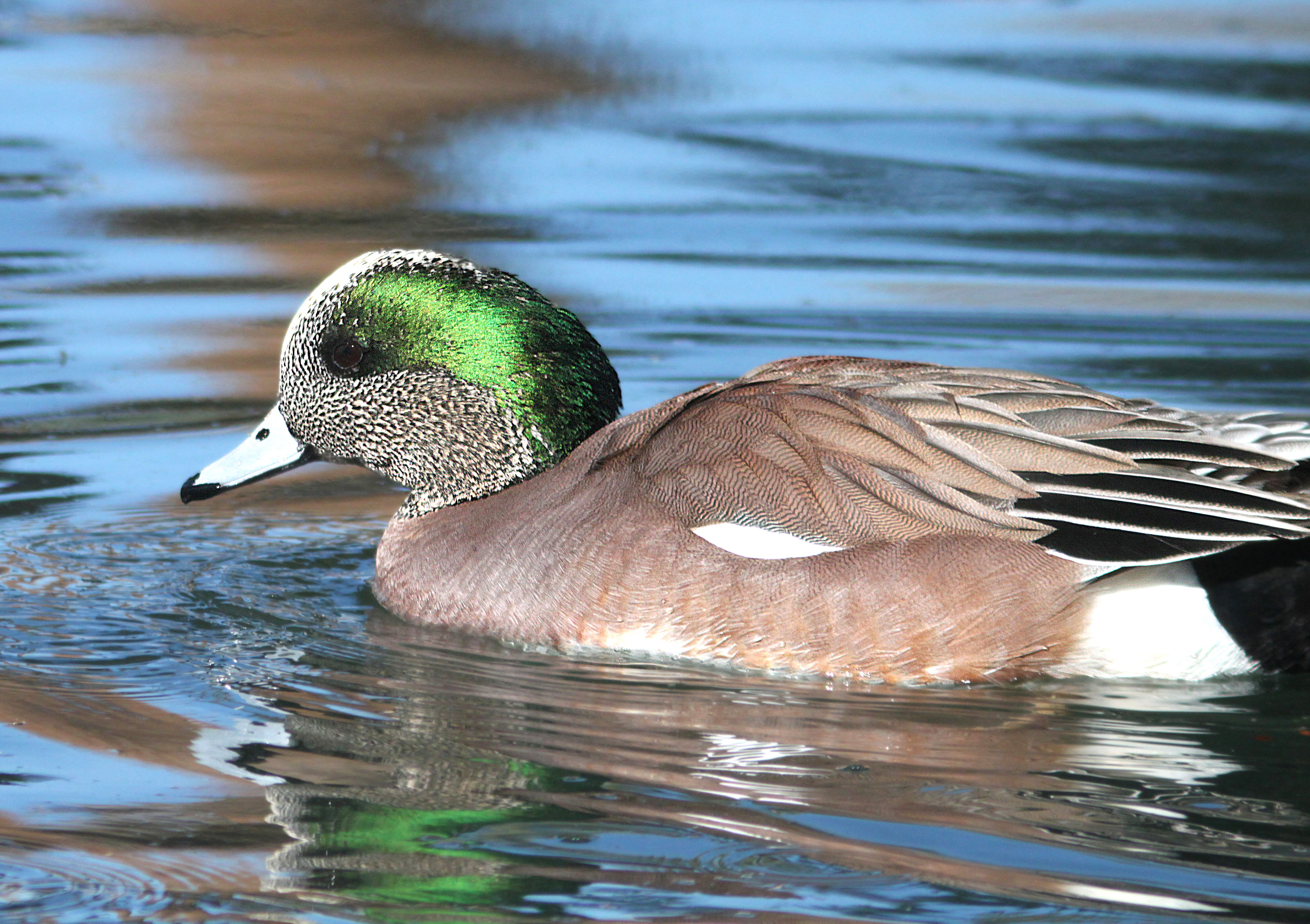
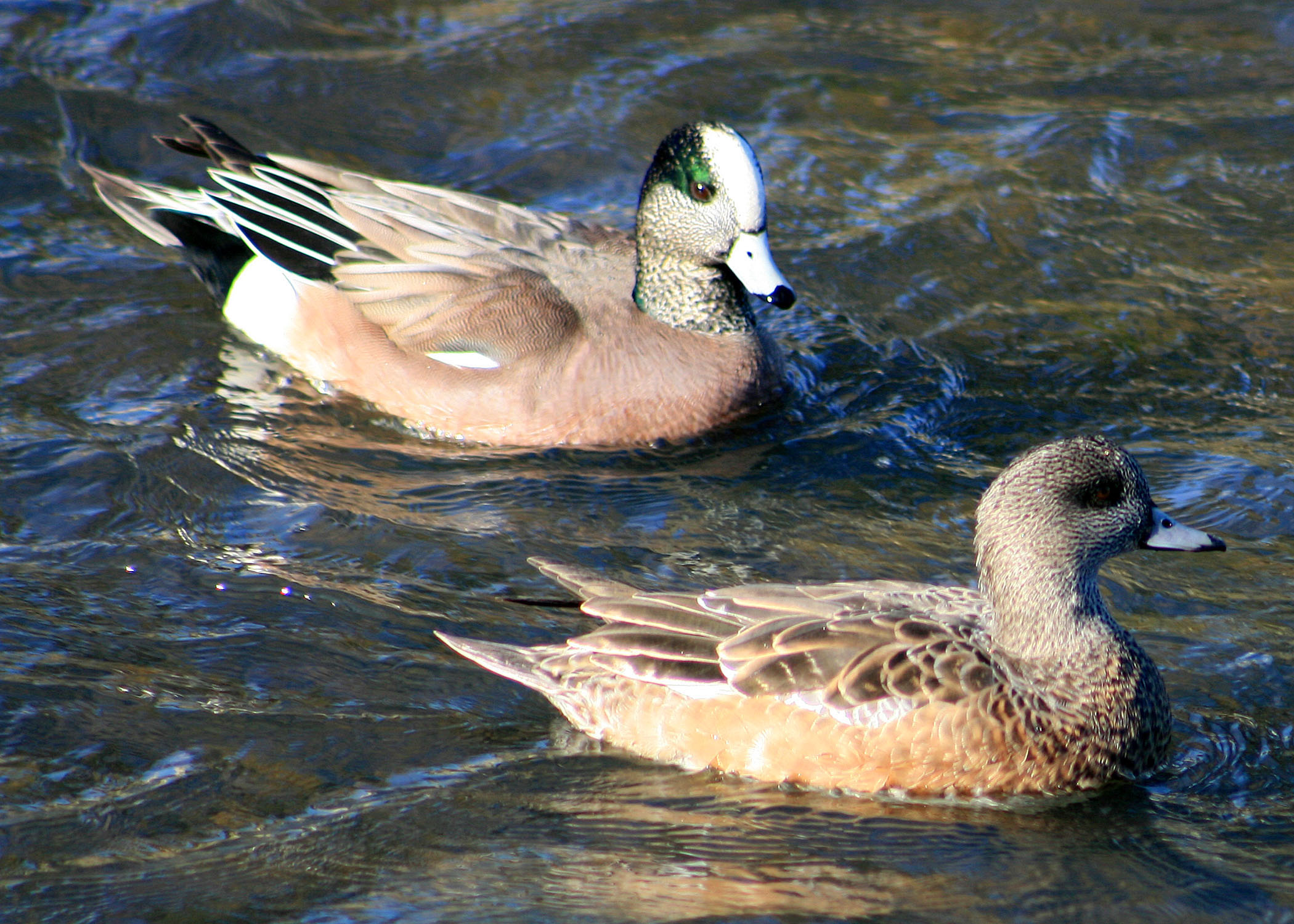
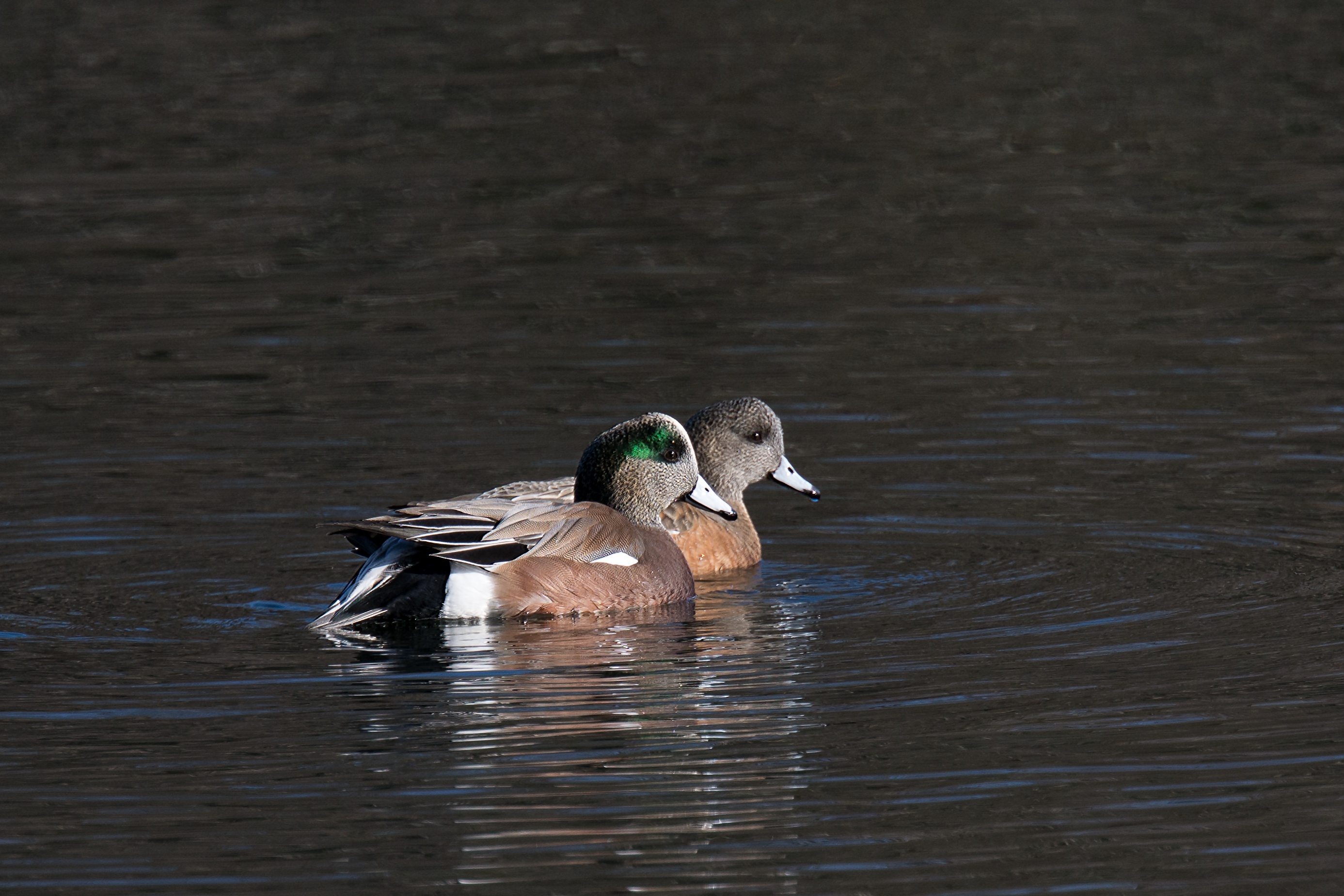
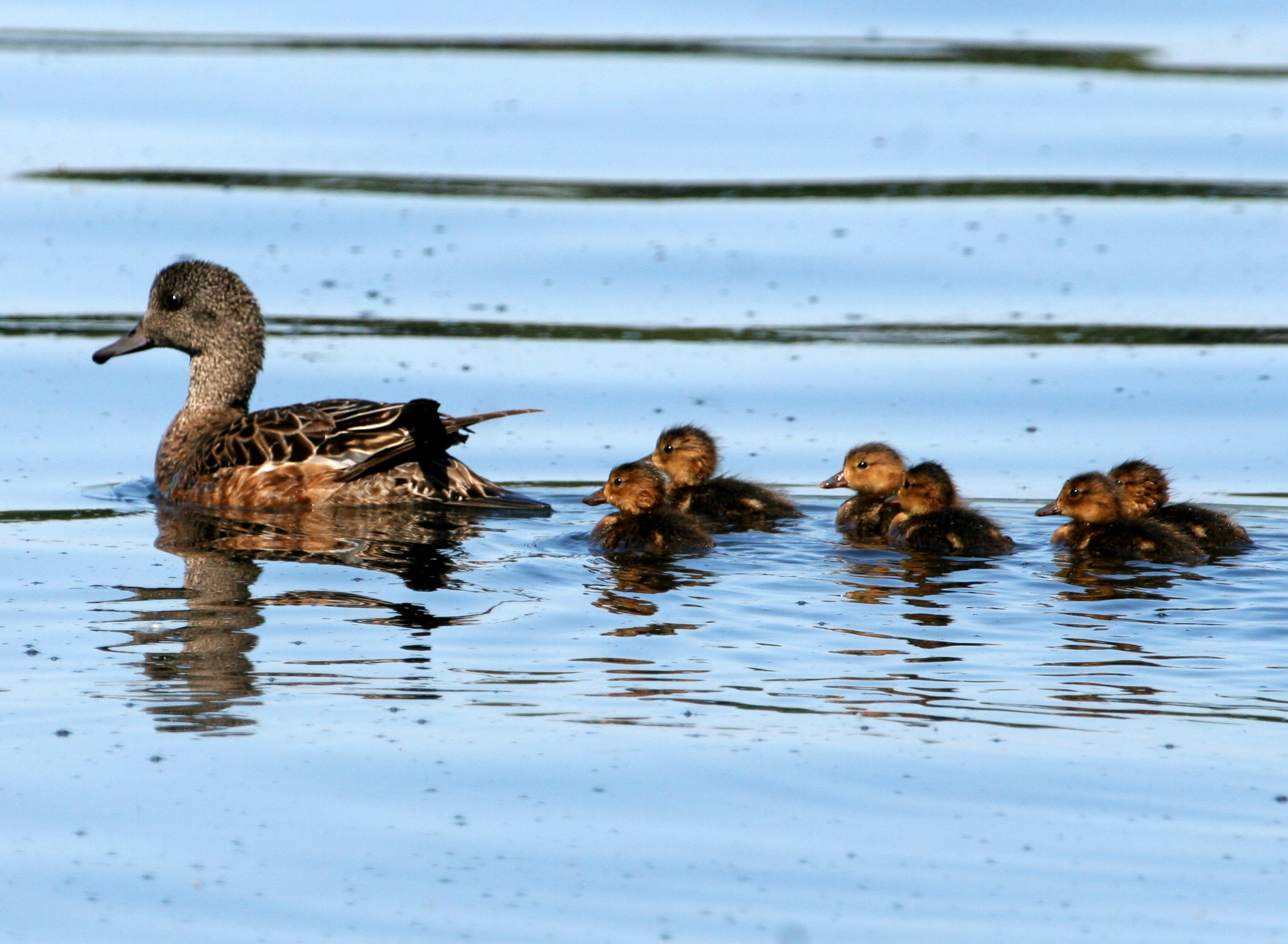